# کریستوفر کراوز
کریستوفر کراوز (انگلیسی: Christopher Krause؛ زادهٔ ۲۴ مهٔ ۱۹۸۴) بازیکن فوتبال اهل آلمان است.
از باشگاه‌هایی که در آن بازی کرده‌است می‌توان به باشگاه فوتبال بایرن مونیخ ۲ اشاره کرد.